# Marosszentanna
Marosszentanna (románul: Sântana de Mureș, németül: Sankt Anna an der Mieresch, latinul Sancta Anna) falu Romániában, Maros megyében, Marosszentanna község központja.

## Fekvése
A falu a Maros jobb partján, Marosvásárhelytől 6 km-re északra fekszik.

## Története
1332-ben említik először. Határában fontos régészeti lelőhelyek vannak. Különösen jelentős a gótok itt feltárt temetője az i. sz. 4. századból., melyről a régészek önálló kultúrát, a marosszentannai kultúrát nevezték el. A környék római kori leletekben is gazdag.
Északi részét egykor Benefalvának nevezték. 1614-ben még tiszta székely falu volt, Balázsy Mihály földesúr azonban románokat telepített ide. 1910-ben 1250 lakosából 747 román és 503 magyar volt. A trianoni békeszerződésig Maros-Torda vármegye Marosi felső járásához tartozott.
1992-ben 1836 lakosából 996 román, 725 magyar és 115 cigány.
A 2002-es népszámlálási adatok szerint a községben 2077 román, 2005 magyar  181 roma anyanyelvűt tartottak nyilván.
A 2011-es népszámlálás alapján a község területén 2995 román, 2367 magyar, 206 roma és 4 német anyanyelvű lakos élt.

## Nevezetességei
- Református temploma román stílusban 1300 körül épült, 14. századi freskó díszíti. Nagyobbik harangja 1497-ből való, tornya 1930-ban épült.
- Ortodox temploma 1929-ben készült.

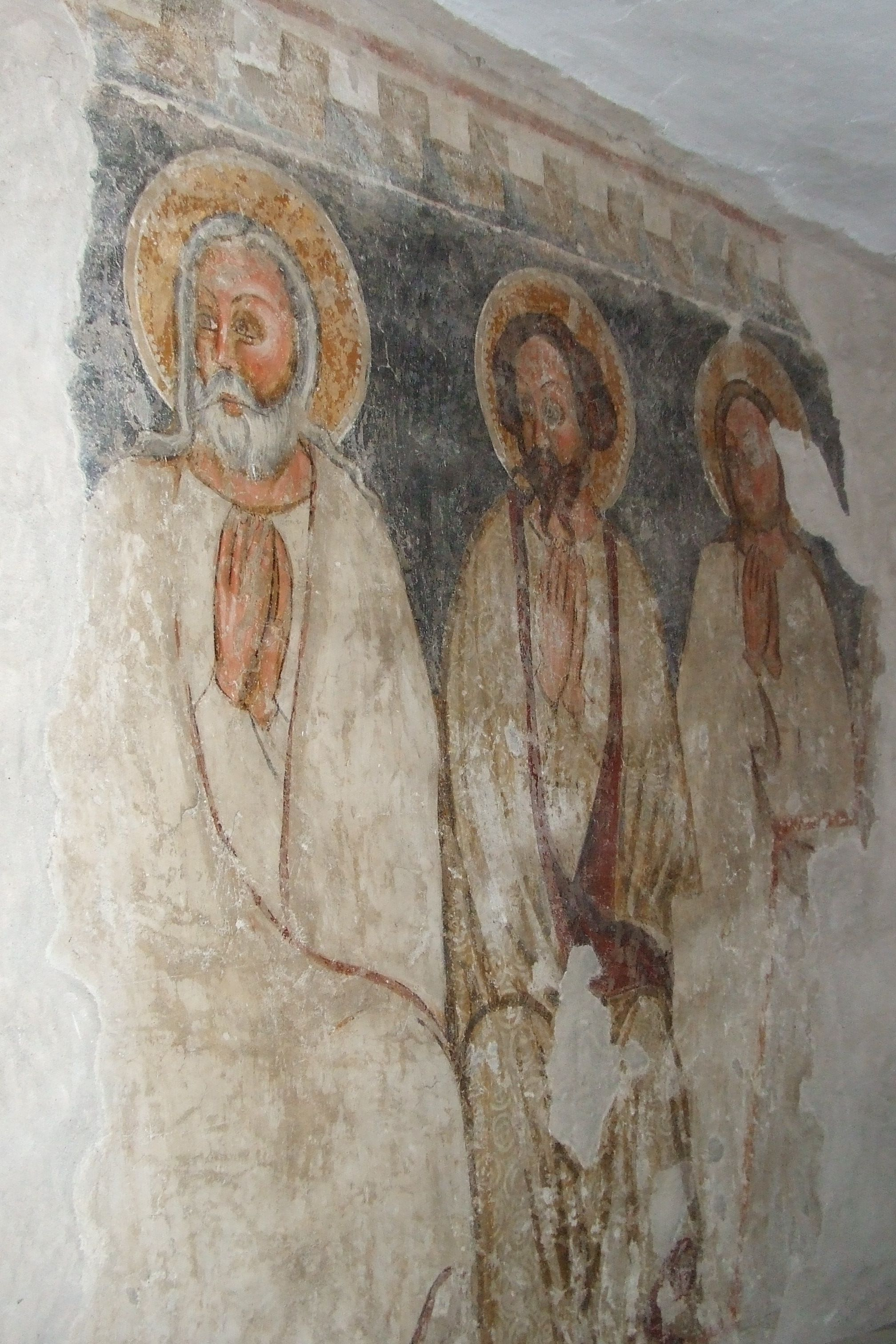
A református templom egyik freskója